# Negra consentida
Negra consentida es una telenovela venezolana producida y transmitida por la cadena RCTV entre los años 2004 y 2005. Original de Valentina Párraga y escrita por Henry Herrera. 
Protagonizada por Ligia Petit y Pedro Rendón. Con las actuaciones estelares de Caridad Canelón y Jean Carlo Simancas, y las participaciones antagónicas de Eileen Abad y Miriam Ochoa.

## Sinopsis
Barbarita es una joven mestiza de Venezuela que resume en su piel todas las características de la mujer típica de su país: la impetuosidad de la belleza, la mezcla del color, la pasión desbordante y la fuerza del tambor. La joven desconoce el verdadero origen de la perfecta combinación que lleva en su sangre; sabe que es hija de una negra de Barlovento, un pequeño pueblo costeño de Venezuela, pero ignora que su padre es un portugués de raza blanca. 
En medio de una vida de carencias, Barbarita se ve obligada a huir de su pueblo natal, acusada de un crimen que no ha cometido. Para salvarse, se hace pasar por una mujer de Bogotá que se llevó a la tumba grandes secretos. Así, Barbarita conoce a los Aristiguieta, una familia llena de intrigas, ofendida por la presencia de Barbarita y el color de su piel canela. 
En esta travesía impuesta por el destino, Barbarita se cruza con Miguel, un exitoso hombre de negocios que vive para el trabajo y cuya máxima ambición es gobernar la industria de supermercados; para lo que pretende fusionarse con la cadena de supermercados “Colosal-Funchal”. Aunque Miguel ha querido ignorar su vida emocional, no puede evitar fijarse en los encantos de Barbarita, una mujer cuya pasión se asemeja a un huracán, que logra atraerlo y enseñarle a vivir sin ataduras. 
Los problemas surgen cuando el esposo de la supuesta bogotana regresa y descubre la gran mentira. Además, Barbarita será objetivo de celos, envidias y rencores ocasionados por la inesperada herencia que recibirá por parte de la familia Nascimento, sus verdaderos parientes. Surge así una gran historia de amor, entre dos mundos de colores y sabores diferentes, que se entremezclan en un rico aroma a café con leche.

## Elenco
- Ligia Petit - Bárbara Blanco Guaramato / Bárbara Nascimento Guaramato de Aristiguieta "Barbarita"
- Pedro Rendón - Miguel Ángel Aristiguieta Marthan
- Caridad Canelón - Trinidad Guaramato de Blanco
- Eileen Abad - Isadora Russian de Aristiguieta
- Chantal Baudaux - Viviana Altúnez Meaño
- Jean Carlo Simancas - Caetano Nascimento
- Ámbar Díaz - Estela Aristiguieta Marthan
- Alicia Plaza - Herminia Meaño de Nascimento
- Miriam Ochoa - Emma Marthan de Aristiguieta
- Juan Carlos Tarazona - Rolando
- Wilmer Machado "Coquito" - Froilán Malpica
- María de Lourdes Devonish - Doña Bárbara Guaramato "La Abuela"
- Daniel Elbittar - Raimundo Aristiguieta Marthan
- Marcos Moreno - Juan de Dios Blanco
- Jenny Noguera - Antonia Blanco "Toña La Negra"
- María Cristina Lozada - Doña Bernarda Palacios Vda. de Aristiguieta
- Trina Medina - Felicidad Martínez
- Abelardo Behna - Wilfredo Meléndez
- Natalia Ramírez - Isabel Vélez Vda. de Aristiguieta
- Priscila Izquierdo - Valentina Aristiguieta Russian
- Numa Delgado - Aníbal Altúnez Meaño
- Brenda Hanst - Tibisay María Blanco Guaramato
- Pastor Oviedo - Clímaco Blanco Guaramato
- Glennys Colina - Celina
- Dexiree bandes - La Tutti
- Alexander Fernández - Gregory Blanco Guaramato
- Luis Fernández - Rodolfo Aristiguieta Marthan
- César Román - Omar Abdul
- Daniela Navarro - Jessica
- Giancarlo Pasqualotto - Arturo Liscano
- Mónica Pasqualotto - Moraima Ferrer
- Flavio León - Jhon Jairo
- Carlos Olivier - Efrén Meléndez
- Jesús Delgado - Bartender
- Abril Schreiber - Ella misma
- Joel Borges - Él mismo
- César Suárez - Sheik Shamir
- Ogladih Mayorga - Ella misma

## Temas musicales
- Blanca o negra por: Miguel Cadenas - (Tema principal de la telenovela)
- Como olvidarte por: Miguel Cadenas - (Tema de Barbarita y Miguel)
- Como tú por: Jonathan Kamhazi - (Tema de Clímaco y Viviana)
- Para enamorarte por: Ilan Chester - (Tema de Trinidad y Caetano)

## Producción
- Titular de Derechos de Autor de la obra original - Radio Caracas Televisión (RCTV) C.A.
- Producida por - Radio Caracas Televisión C.A.
- Vice-presidente de dramáticos, humor y variedades - José Simón Escalona
- Historia original de - Valentina Párraga
- Escrita por - Henry Herrera
- Libretos - Henry Herrera, Iraida Tapias, Manuel Mendoza, Carolina Mata, Gennys Pérez, José Vicente Quintana
- Dirección General - Olegario Barrera
- Producción Ejecutiva - Arsenia Rodrigues
- Producción General - Hernando Faría
- Producción de Exteriores - Daniela Herrera
- Dirección de Exteriores - Arturo Páez
- Coordinador - Pablo Vivas
- Edición - Tirso Padilla
- Dirección de Arte - Rosa Helena Arcaya
- Escenografía - Carlos González
- Dirección de Fotografía - Rafael Marín
- Musicalización - Rómulo Gallegos
- Música Incidental - Vinicio Ludovic
- Diseño de Vestuario - Patricia Busquets

- Datos: Q2884104